# Holoceno
| Era Eratema | Periodo Sistema | Época Serie | Subépoca Subserie   | Edad Piso                                  | Inicio, en millones de años |
| ----------- | --------------- | ----------- | ------------------- | ------------------------------------------ | --------------------------- |
| Cenozoico   | Cuaternario     | Holoceno    | Tardío / Superior   | Megalayense Megalayiano                    | 0,0042                      |
| Cenozoico   | Cuaternario     | Holoceno    | Medio               | Norgripiense Norgripiano                   | 0,0082                      |
| Cenozoico   | Cuaternario     | Holoceno    | Temprano / Inferior | Groenlandiense Groenlandiano               | 0,0117                      |
| Cenozoico   | Cuaternario     | Pleistoceno | Tardío / Superior   | Superior / Tardío (Tarantiense Tarantiano) | 0,129                       |
| Cenozoico   | Cuaternario     | Pleistoceno | Medio               | Chibaniense Chibaniano                     | 0,774                       |
| Cenozoico   | Cuaternario     | Pleistoceno | Temprano / Inferior | Calabriense Calabriano                     | 1,80                        |
| Cenozoico   | Cuaternario     | Pleistoceno | Temprano / Inferior | Gelasiense Gelasiano                       | 2,58                        |
| Cenozoico   | Neógeno         | Neógeno     | Neógeno             | Neógeno                                    | 23,03                       |
| Cenozoico   | Paleógeno       | Paleógeno   | Paleógeno           | Paleógeno                                  | 66                          |

El Holoceno (del griego όλος [holos], 'todo', y καινός [kainos], 'reciente') es la segunda y última serie y época del Cuaternario en la escala temporal geológica. Sucede al Pleistoceno y llega hasta la actualidad. Se inició hace 11 700 años, cuando terminó el último episodio frío, conocido como Dryas Reciente, de la última glaciación.  En ocasiones también se ha denominado interglacial Flandriense o posglacial.
Se trata de un período interglacial, es decir, en un futuro no determinado es factible que sea sucedido por una nueva glaciación. Durante este periodo la temperatura se hizo más suave y distintos casquetes glaciares desaparecieron o perdieron volumen, lo que provocó un ascenso en el nivel del mar. Esto hizo que Indonesia, Japón y Taiwán se separaran de Asia; Gran Bretaña, de la Europa continental, y Nueva Guinea y Tasmania, de Australia. Además, produjo la formación del estrecho de Bering, que comunica el océano Ártico con el océano Pacífico, donde antes había tierra firme. En África el episodio más importante es la desecación paulatina de la región que ahora ocupa el desierto del Sáhara.
La única especie humana que ha vivido en esta época ha sido Homo sapiens,[cita requerida] que durante estos últimos milenios desarrolló la agricultura y la civilización, ocasionando importantes cambios en el medio ambiente. Por este hecho, algunos científicos propusieron sustituir el nombre por Antropoceno.

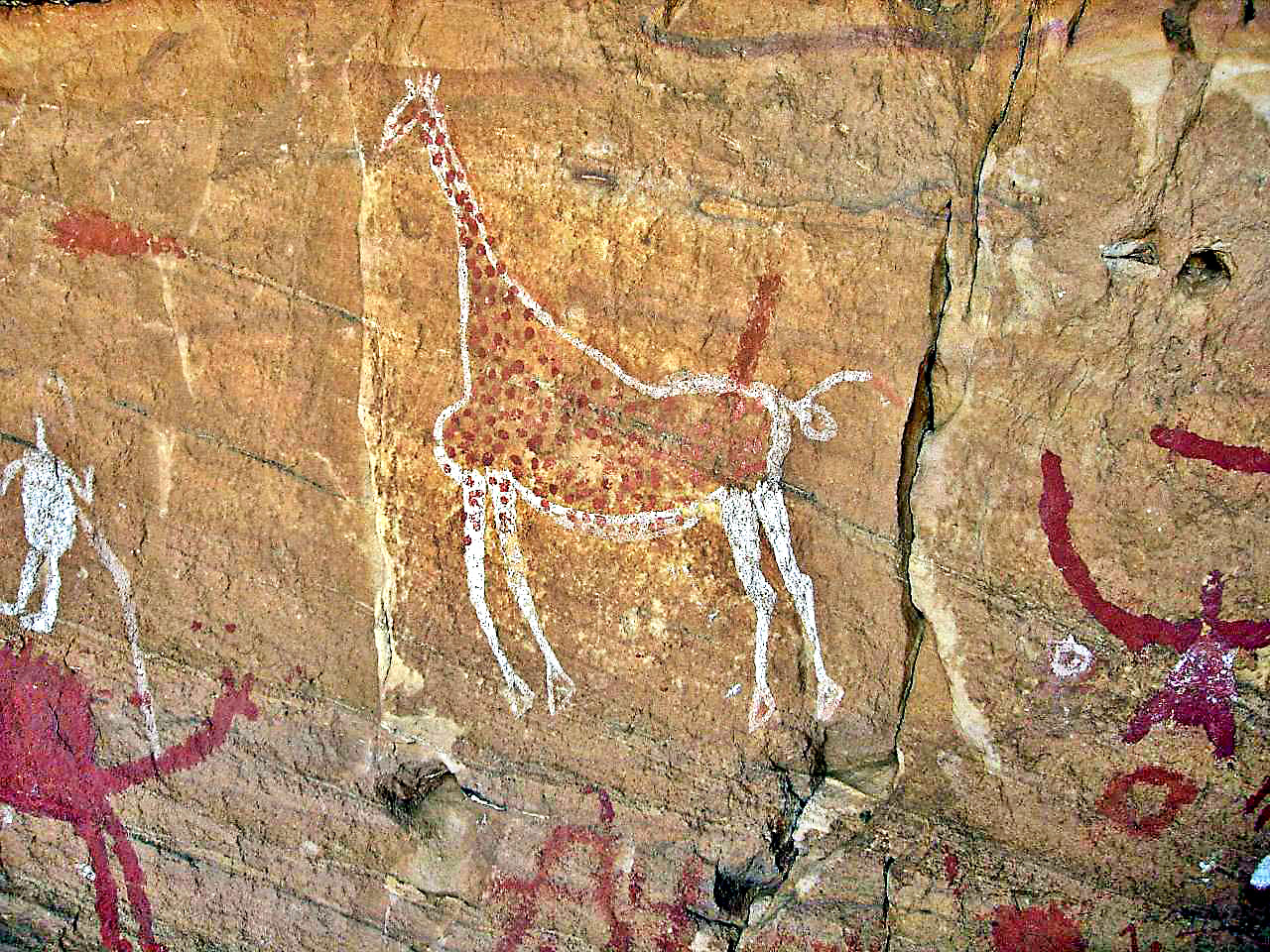
Las pinturas rupestres del corazón del desierto del Sáhara demuestran que esta zona fue mucho más habitable en tiempos prehistóricos bastante recientes.

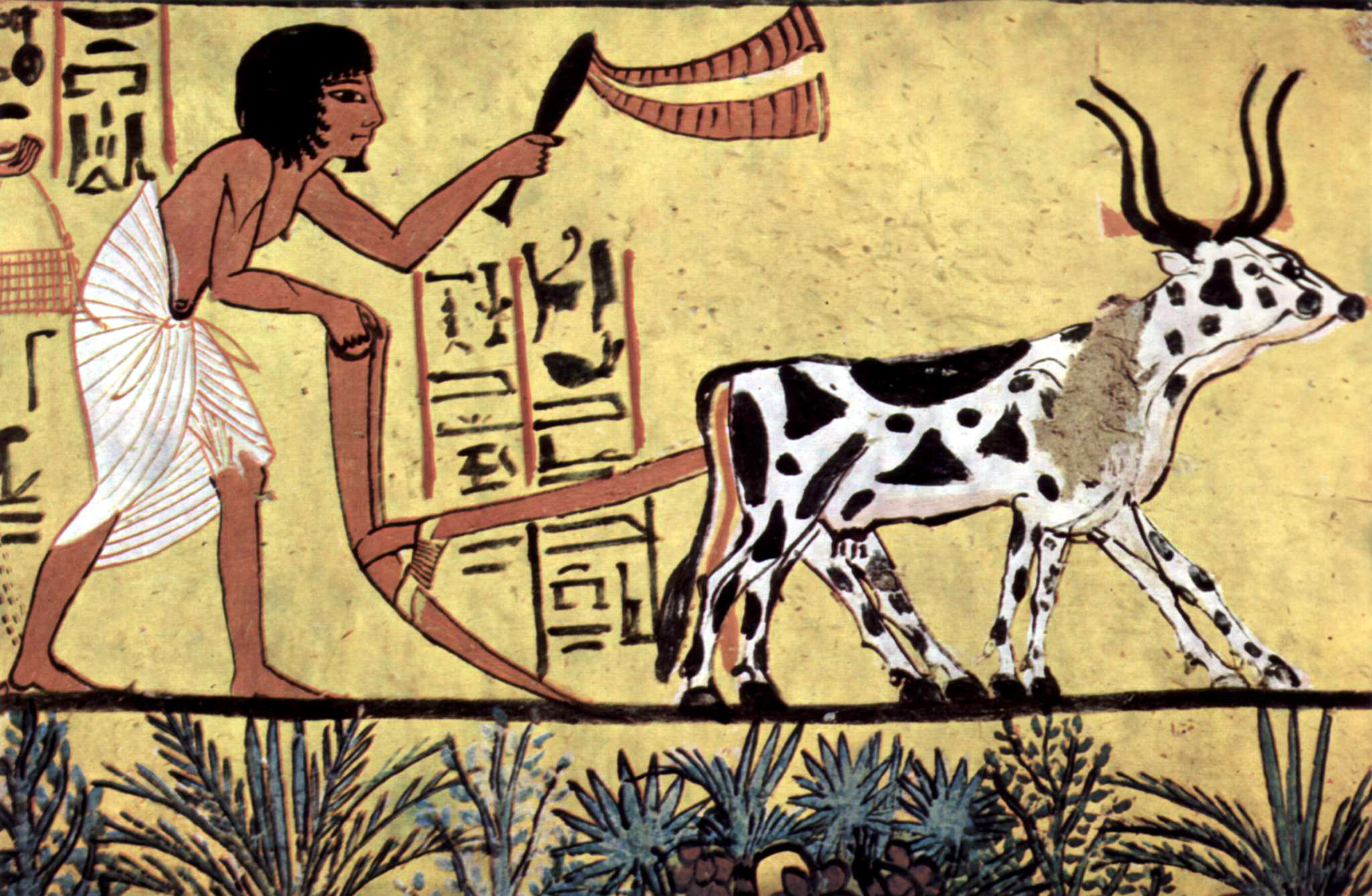
Agricultura en el Antiguo Egipto, hace 3200 años.

## Origen
El término Holoceno, fue usado por primera vez por Paul Gervais en 1867 para referirse al actual periodo cálido tras la última glaciación y fue adoptado como unidad de la escala internacional de tiempo geológico por el Congreso Geológico Internacional de 1885 (actualmente bajo los auspicios de la Unión Internacional de Ciencias Geológicas). La definición formal como serie y época del Cuaternario se produjo en 2005, estableciéndose la sección estratotipo y punto de límite global (GSSP) en un testigo de hielo tomado en Groenlandia.

## Subdivisiones
La Comisión Estratigráfica Internacional divide el Holoceno en tres pisos/edades, Groenlandiense, Norgripiense y Megalayense, y tres subseries/subépocas equivalentes, Holoceno Inferior/Temprano, Holoceno Medio y Holoceno Superior/Tardío respectivamente.

## Paleogeografía

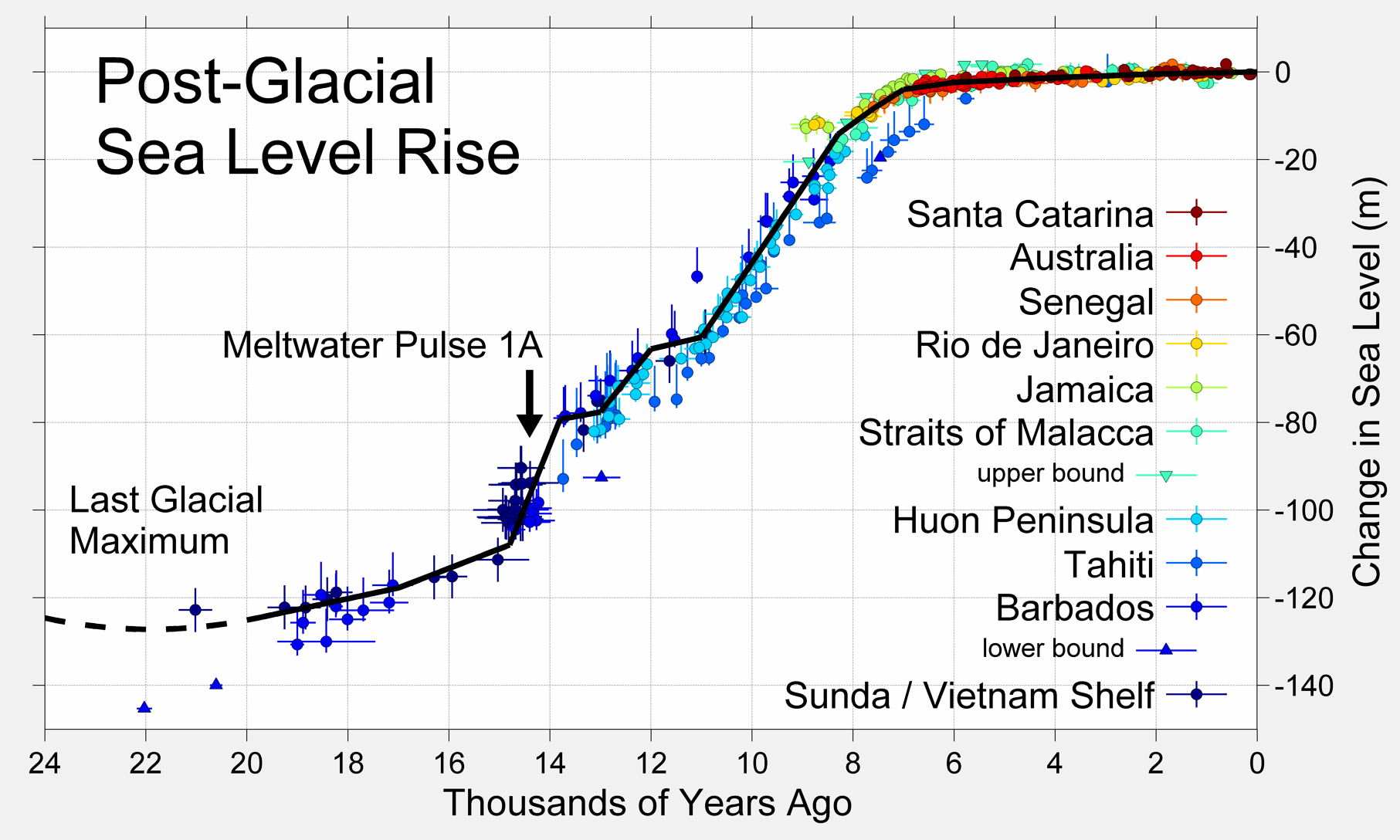
Aumento del nivel del mar desde el último máximo glaciar.

La deriva continental a lo largo de estos casi 12 000 años ha sido de menos de un km, lo que es casi irrelevante. Sin embargo, el hielo se derritió causando que el nivel del mar subiera unos 35 m durante esta época y 120 m desde el último máximo glaciar, hace alrededor de 20 000 años. El aumento del nivel no se produjo de forma uniforme a lo largo de este tiempo, sino que hubo varios pulsos de rápido deshielo, alternados por otros de deshielo progresivo. La mayor parte del aumento del nivel del mar se produjo antes de 6000 años atrás.
- El primer pulso (denominado MWP-1A0) tuvo lugar hace 19 000 años, durante el comienzo del episodio del Pleistoceno conocido como Dryas Antiguo. En menos de 500 años, el nivel del mar subió unos 10-15 m, a un ritmo de 50 mm/año.
- El segundo pulso de deshielo (MWP-1A) se produjo desde hace 14 600 a 13 500 años durante la primera parte del calentamiento Bølling-Allerød. Durante 500 años el nivel subió 16-24 m a un ritmo de 40 mm/año.
- El ritmo de descongelación disminuyó entre 12 800 y 11 500 años atrás durante el episodio frío conocido como Dryas Reciente. Este es un evento de cambio climático abrupto que ocurrió hace 12 800 años durante el que la Tierra volvió casi a las condiciones glaciares, permaneciendo en este estado durante 1300 años. Se cree que pudo deberse a la parada de la circulación termohalina producida por la descarga de agua dulce en el Atlántico Norte debido al deshielo.[10] Al final de este período tuvo lugar otro pulso de deshielo (MWP-1B) entre 11 500 y 11 000 años atrás. El nivel del mar subió unos 25 m.
- Un cuarto pulso (MWP-1C) se produjo entre 8200 y 7600 años atrás. Pudo ser el resultado del drenaje de los lagos Agassiz y Ojibwa y produjo una elevación pequeña del nivel del mar, sobre 1 m. Hace unos 6000 años, los pulsos de deshielo cesaron, siendo desde entonces la elevación del nivel del mar mucho más gradual.

Desde hace 3000 años hasta el comienzo del siglo XIX, el nivel del mar ha tenido un aumento casi constante de 0,1 a 0,2 mm/año. Desde 1900, el nivel ha aumentado de 1 a 2 mm/año; desde 1993, las medidas de altimetría por satélite TOPEX/Poseidon indican una tasa de aumento de 3,1 ± 0,7 mm/año.
Entre las tierras que estaban conectadas cuando el nivel del mar era más bajo, se incluyen:

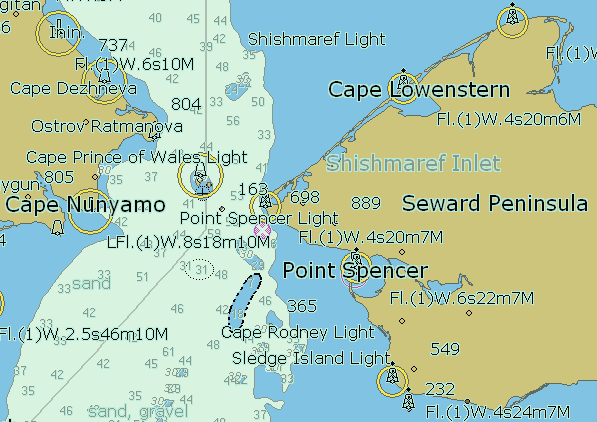
Profundidades en el estrecho de Bering. A la izquierda Asia y a la derecha Norteamérica.

- Siberia y Alaska. El estrecho de Bering tiene un anchura de 85 km y una profundidad de 30 a 50 m.
- Islas británicas con el continente. El canal de la Mancha tiene una anchura mínima de 34 km y una profundidad mínima de 26 m. El mar del Norte es un mar muy poco profundo, pues tiene un profundidad mínima de 25 m y media de 95 m.
- Indonesia e Indochina. Por ejemplo, el estrecho de Malaca entre Malasia y Sumatra tiene una anchura mínima de 2,8 km y una profundidad mínima de 25 m. El estrecho de Sonda entre las islas de Java y Sumatra tiene una anchura mínima de 24 km y una profundidad mínima de solo 20 m.
- Japón y Siberia. Por ejemplo, el estrecho de La Pérouse entre la Isla de Hokaido y la Isla de Sajalín tiene una anchura mínima de 43 km y una profundidad de 20 a 40 metros. El estrecho de Tartaria entre la Isla de Sajalín y Siberia tiene una anchura de 7,3 km en su punto más angosto y una profundidad entre 51 y 118 m.
- Australia con Nueva Guinea y Tasmania. El estrecho de Torres entre Australia y Nueva Guinea mide aproximadamente 150 km de ancho y tiene una profundidad de 30-50 m al este y de 10-15 m al oeste. El estrecho de Bass entre Australia y Tasmania tiene aproximadamente 240 km de ancho en su punto más estrecho y una profundidad cercana a los 50 m.

En muchas zonas por encima de los 40 grados de latitud norte, el terreno había sido deprimido por el peso de los glaciares, por lo que al producirse el deshielo del Pleistoceno tardío subieron tanto como 180 m, elevación que continúa incrementándose en la actualidad. La elevación del nivel del mar y la depresión temporal de la tierra permitió la incursión temporal del mar en zonas que ahora están lejos de la costa. Del Holoceno marino se conocen fósiles de Vermont, Quebec, Ontario y Míchigan. Los depósitos marinos en costas de latitudes más bajas son raros porque el aumento del nivel del mar fue superior a cualquier probable elevación de origen no glaciar. En la región de Escandinavia dio lugar a la formación del mar Báltico. La región sigue elevándose a una tasa de 1 cm al año, causando débiles terremotos en el norte de Europa y se estima que todavía subirá otros 100 m. El equivalente en Norteamérica es la bahía de Hudson, que al elevarse, redujo su extensión desde el máximo de la última fase postglaciar a sus límites actuales.

## Clima
| Fases climáticas del Holoceno | Inicio, en años |
| ----------------------------- | --------------- |
| Calentamiento global          | 1850 d. C.      |
| Pequeña edad de hielo         | 1300 d. C.      |
| Periodo cálido medieval       | 900 d. C.       |
| Enfriamiento                  | 2500 a. C.      |
| Máximo del Holoceno           | 6000 a. C.      |
| Aumento de temperatura        | 10 000 a. C.    |

Variaciones de temperatura durante el Holoceno según la media de varias proxy climáticas.

El Holoceno comenzó después de que finalizara el evento de enfriamiento del Dryas Reciente, a partir del cual las temperaturas se hacen más suaves. El Óptimo Climático del Holoceno fue un período cálido que se produjo durante el intervalo comprendido aproximadamente entre 9000 y 5000 años atrás. El clima mundial era muy probablemente entre 0,5-3 °C más cálido de lo que es actualmente. Sin embargo, el calentamiento probablemente no fue uniforme en todo el mundo. Este período terminó hace alrededor de 5500 años, cuando las primeras civilizaciones humanas en Asia y África empezaron a florecer. A continuación, comenzó el Neoglacial, en el cual las temperaturas disminuyeron progresivamente hasta la actualidad (en periodos cíclicos de calentamiento/enfriamiento), con probables excepciones como el Óptimo Climático Romano (siglos I a IV) o el Óptimo Climático Medieval (siglos X a XIV). El punto culminante del enfriamiento fue la Pequeña Edad de Hielo, con tres máximos: sobre 1650, 1770 y 1850.
El Holoceno ha sido un período interglaciar y no hay ninguna razón para creer que represente el fin de los ciclos de glaciaciones. Sin embargo, el actual calentamiento global puede hacer que la Tierra se caliente más que en el anterior período interglacial, Riss-Würm, que llegó al máximo hace aproximadamente 125 000 años con temperaturas más cálidas que en la actualidad. Este fenómeno se denomina a veces un súper-interglaciar. En comparación con las condiciones glaciales, en el interglaciar las zonas habitables se expandieron hacia el norte, alcanzando su punto más septentrional durante el Óptimo Climático del Holoceno. La mayor humedad en las regiones polares causó la desaparición de las praderas boreales.

## Paleobiología
La vida animal y vegetal no ha evolucionado mucho durante el corto Holoceno, pero se han producido importantes cambios en la distribución de plantas y animales. Un gran número de animales, incluidos los mamuts, mastodontes, Smilodon y Homotherium, los llamados "dientes de sable", y los megaterios, desaparecieron en Norteamérica. En este continente también se extinguieron animales que sobrevivieron en otras partes, incluyendo caballos y camellos. Esta extinción de la megafauna americana coincide con la llegada del ser humano hace 12 000 años, al igual que las extinciones anteriores de grandes marsupiales en Australia hace 40 000 (como el diprotodon) o las posteriores de aves no voladoras en Nueva Zelanda hacia el año 1300 d. C. (como el moa).
Las extinciones de plantas y animales continúan hoy en día. La tasa observada de extinción se ha acelerado de manera espectacular en los últimos 50 años. En general, el evento de extinción del Holoceno se caracteriza por deberse a factores relacionados con la presencia humana y por producirse en un tiempo geológico muy corto (decenas de miles de años) en comparación con la mayoría de los otros eventos de extinción. A veces se la denomina la sexta extinción, pues anteriormente hubo cinco grandes eventos de extinción.

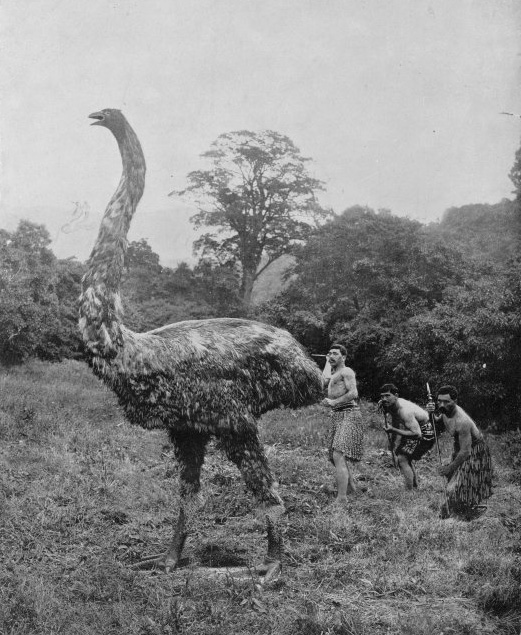
Moa † (Nueva Zelanda)
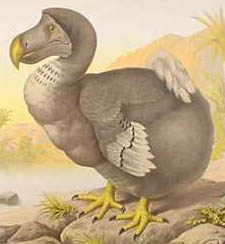
Dodo † (Isla Mauricio)
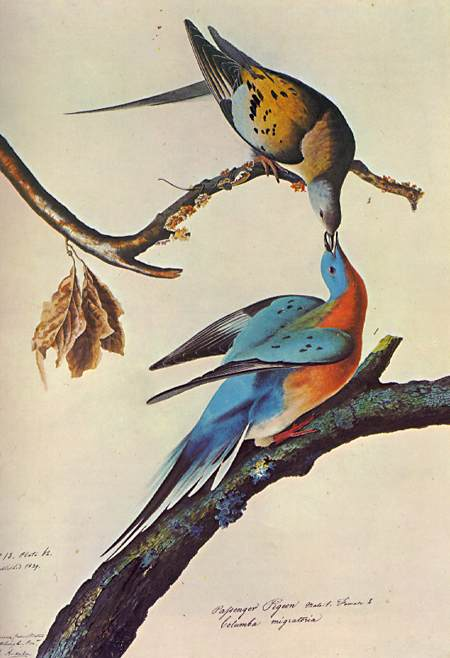
Paloma viajera † (EE. UU.)
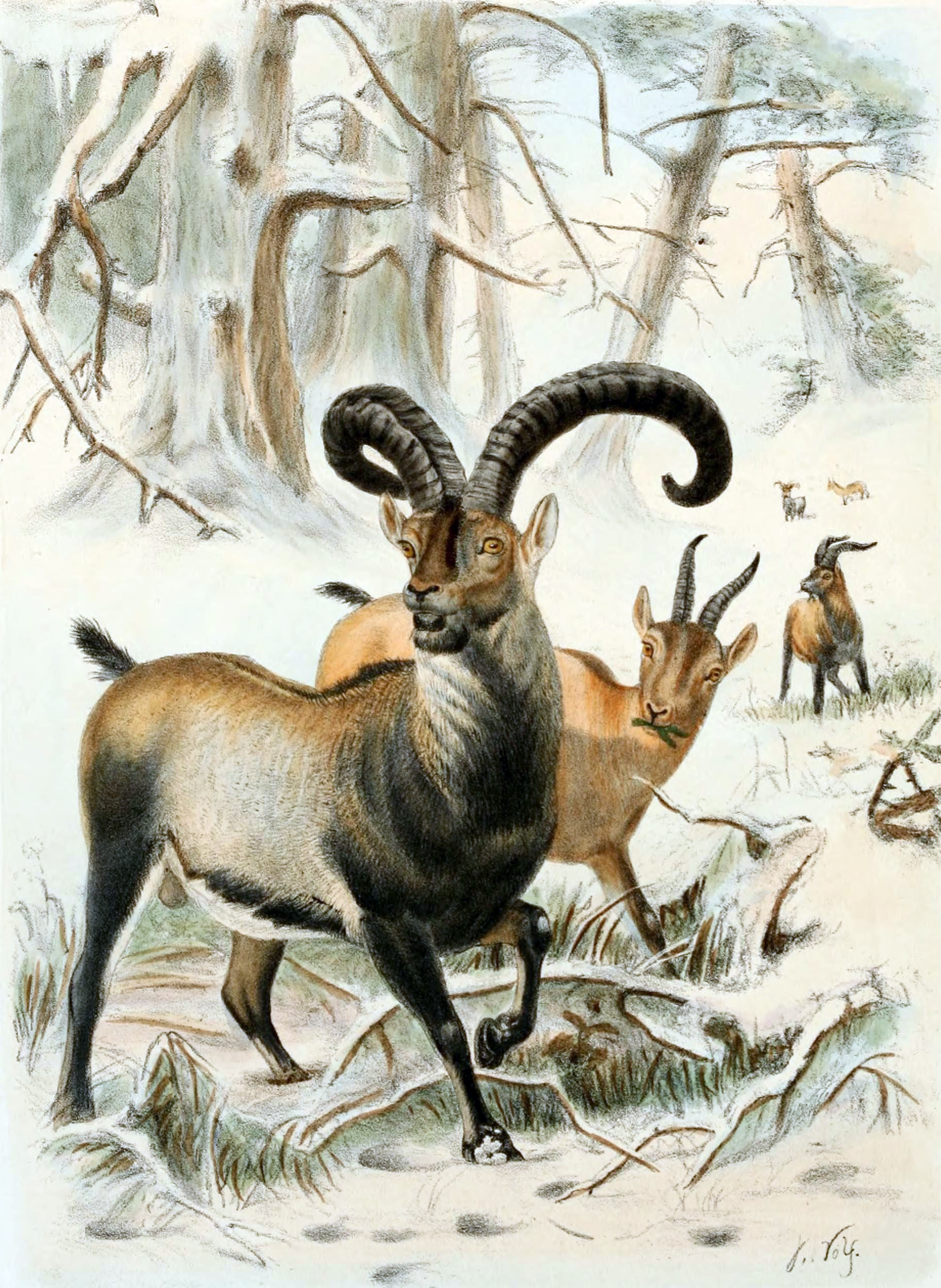
Bucardo † (España)
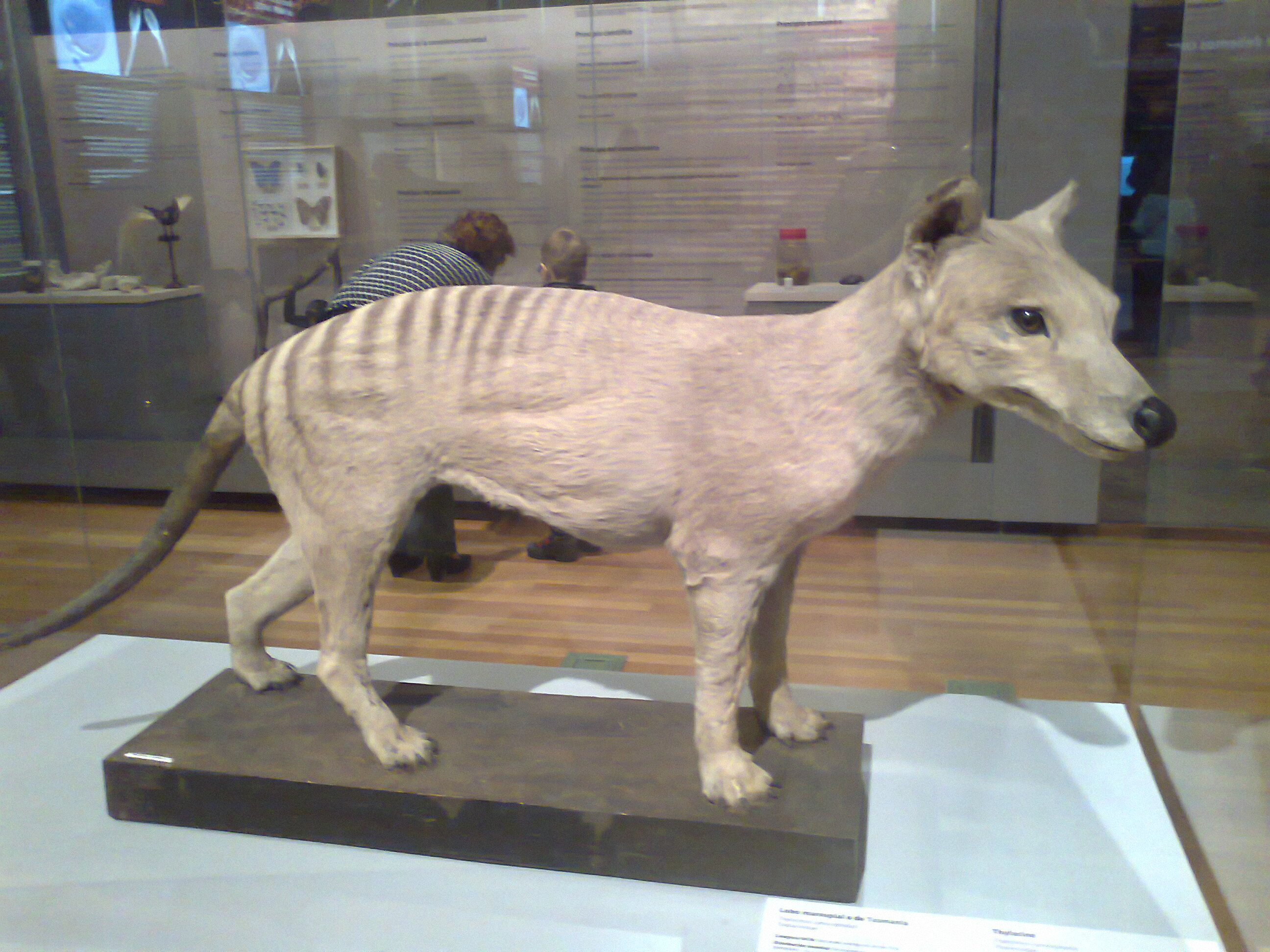
Tilacino † (Australia)

Entre las especies notables extinguidas por la acción humana en los últimos mil años se incluyen:
- Europa: uro; tarpán (un caballo salvaje eurasiático); alca gigante; pika sarda (un conejo de Cerdeña); bucardo (cabra montés española).
- Asia: delfín de río chino; vaca marina de Steller; lobo japonés; lobo de Ezo.
- África: Quaga (una especie de cebra); rinoceronte negro occidental.
- Norteamérica: cotorra de Carolina; paloma viajera.
- Islas del Caribe: coquí dorado (rana de Puerto Rico); foca monje del Caribe.
- Sudamérica: tortuga gigante de la Isla Pinta; zorro malvinense;  guacamayo glauco (extinto a partir de la destrucción de los palmares de yatay, de cuyo fruto se alimentaba).
- Australia: lobo de Tasmania.
- Nueva Zelanda: moa (un ave no voladora de 3 m de altura y 250 kg); águila de Haast (una enorme águila que pesaba entre 9 y 15 kg); Aptornis.
- Islas del Pacífico: moa-nalo, Mekosuchinae (cocodrilos del Pacífico); megápodo de Nueva Caledonia.
- Madagascar: Aepyornis (el pájaro elefante, de 3 m de altura y 450 kg de peso); aye-aye gigante; Archaeoindris (un lémur gigante de 200 kg), Palaeopropithecus; tortuga gigante; hipopótamo pigmeo.
- Islas del Índico: tigre balinés; dodo (ave de la Isla de Mauricio); solitario de Rodrigues (ave de la Isla de Rodrigues); solitario de Reunión (ave de la Isla de Reunión).

La siguiente tabla recoge el número de especies extintas desde el año 1500 y las que se encuentran en peligro de extinción según la Lista Roja de la Unión Internacional para la Conservación de la Naturaleza (UICN).
| Taxón      | Extintas | Existentes | En peligro | % En peligro |
| ---------- | -------- | ---------- | ---------- | ------------ |
| Mamíferos  | 70       | 5416       | 1094       | 20,2 %       |
| Aves       | 135      | 9956       | 1217       | 12 %         |
| Reptiles   | 22       | 8240       | 422        | 5 %          |
| Anfibios   | 34       | 6199       | 1808       | 29 %         |
| Peces      | 80       | 30 000     | 1201       | 4 %          |
| Moluscos   | 289      | 81 000     | 978        | 1,2 %        |
| Artrópodos | 66       | 1 000      | 1083       | 0,1 %        |
| Plantas    | 87       | 297 326    | 8447       | 3 %          |

## Desarrollo humano
Los cambios en el ambiente provocaron una serie de alteraciones en la economía de los cazadores-recolectores, que desembocarían en el Mesolítico, al desaparecer la megafauna del Pleistoceno. Se domesticó al lobo, convirtiendo al perro en un auxiliar fundamental para la caza menor. Se adoptaron también el arco y las flechas, y los arpones, así como el hacha, el cuchillo y el propulsor de venablos. 
Por entonces los humanos vivían en pequeñas tribus que se albergaban en cavernas o pequeñas chozas de madera o tierra; normalmente existían edificios o parajes naturales con uso exclusivamente religioso, en los cuales sucedían danzas mágicas, enterramientos colectivos y se dedicaba culto a los muertos. En pleno mesolítico, se habían desarrollado instrumentos más evolucionados, como aparejos de pescar, azuelas o piraguas. Con el paso al Neolítico, la población humana sufrió un poderoso cambio, desarrollándose lentamente una alta variabilidad cultural. Parece ser que la cultura neolítica surgió de Oriente Próximo, y llegó a Creta, al Delta del Nilo, al Danubio, mar Caspio y Macedonia aproximadamente en el 5000 a. C.

## Breve historia
| Historia Universal. |                    |                    |                         |                    |
| Prehistoria         |                    |                    |                         |                    |
| Edad Antigua        | Antigüedad clásica | Antigüedad clásica | Antigüedad clásica      | Antigüedad clásica |
| Edad Antigua        | Antigüedad tardía  |                    |                         |                    |
| Edad Media          | Alta Edad Media    | Alta Edad Media    | Alta Edad Media         | Alta Edad Media    |
| Edad Media          | Baja Edad Media    | Baja Edad Media    | Plena Edad Media        |                    |
| Edad Media          | Baja Edad Media    | Baja Edad Media    | Crisis de la Edad Media |                    |
| siglo XV            |                    |                    |                         |                    |
| Edad Moderna        | siglo XVI          | siglo XVI          | siglo XVI               | siglo XVI          |
| Edad Moderna        | siglo XVII         |                    |                         |                    |
| siglo XVIII         |                    |                    |                         |                    |
| Edad Contemporánea  | siglo XIX          | siglo XIX          | siglo XIX               | siglo XIX          |
| Edad Contemporánea  | siglo XX           |                    |                         |                    |
| Edad Contemporánea  | siglo XXI          |                    |                         |                    |

A lo largo de más del 90 % de su historia, el Homo sapiens vivió en pequeños grupos nómadas de cazadores-recolectores. Cuando su lenguaje adquirió más complejidad, las ideas se podían intercambiar rápidamente y pasar de generación en generación.[cita requerida] La evolución cultural superó rápidamente a la evolución biológica. Entre 8500 y 7000 a. C., los seres humanos del Oriente Medio fértil comenzaron de manera sistemática la cría de animales y el cultivo de plantas: ganadería y agricultura. Estas prácticas se extendieron a las regiones vecinas —aunque también se desarrollaron independientemente en otros lugares—, hasta que la mayoría de Homo sapiens adoptaron la vida sedentaria en asentamientos permanentes, como agricultores.
No todas las sociedades abandonaron el nomadismo, en especial los que estaban en zonas aisladas del planeta pobres en especies de plantas cultivables, tales como Australia. Sin embargo, entre esas civilizaciones que adoptaron la agricultura, la seguridad y la productividad creciente proporcionada cultivando permitió que la población aumentara. La agricultura tenía un impacto importante; los seres humanos comenzaron a modificar el medio ambiente como nunca antes. Los excedentes de alimentos y la creciente división del trabajo permitieron que surgieran las castas gobernantes o las sacerdotales. Esto condujo a las primeras grandes civilizaciones, como la Sumeria en Oriente Medio, entre 4000 y 3000 a. C., la del Antiguo Egipto en el valle del Nilo o la del valle del río Indo.
Hacia 3000 a. C., el hinduismo, una de las religiones más antiguas, que todavía se practica hoy en día, comenzó a tomar forma, si bien se ha transformado profundamente. La invención de la escritura permitió organizarse mejor a sociedades más complejas: el mantenimiento de registros y sus archivos sirvieron como almacén de información incrementando la transmisión de su cultura, conocimientos y su control. Los seres humanos ya no tenían que utilizar todo su tiempo en velar por su supervivencia, y la educación propició a la búsqueda del conocimiento y la sabiduría. Surgieron diversas disciplinas, incluyendo las ciencias aunque en forma incipiente. Nuevas civilizaciones surgieron, comerciando pacíficamente entre ellas o participando en guerras por la conquista de territorios y recursos. Surgieron los primeros imperios en el Medio Oriente, Egipto, la India y China. Posteriormente en Grecia, Roma y Bizancio.
En América, se considera que el hombre ya transformaba asimismo su entorno natural, al menos desde mediados del Holoceno.

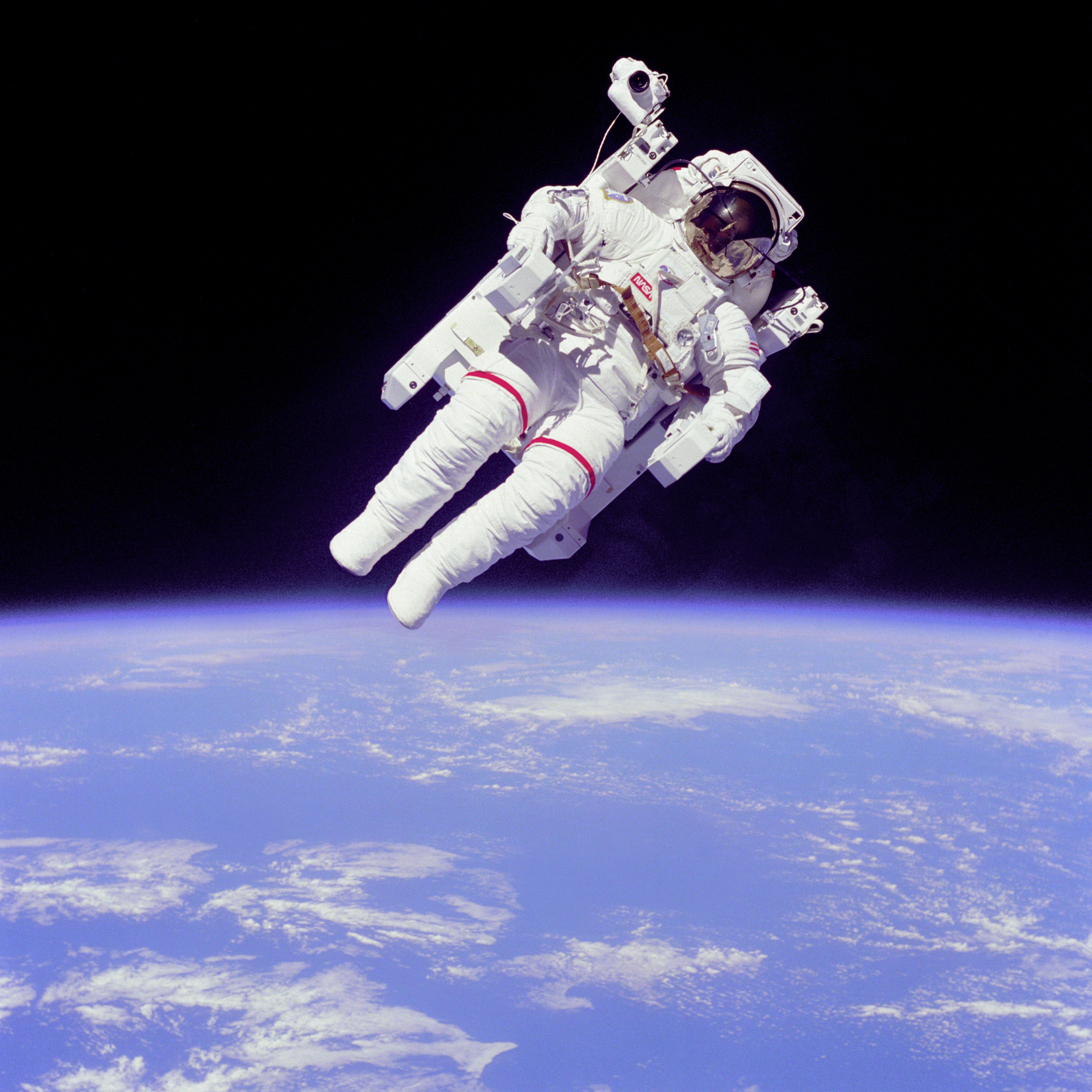
Cuatro mil quinientos millones de años después de la formación del planeta, la especie humana viajó fuera de la biosfera y por primera vez pudo contemplar la esfera terrestre desde el espacio.

En Europa, tras la Edad Media, surgió el Renacimiento en Italia (siglo XIV), que aportó grandes avances en arte y ciencia. Hubo importantes cambios religiosos. A comienzos de 1500, la civilización europea comenzó a experimentar los cambios que condujeron a la revolución científica e industrial: ese continente comenzó a ejercer una dominación política y cultural sobre las sociedades humanas de todo el planeta. De 1914 a 1918 y de 1939 a 1945, la mayoría de las naciones del mundo estuvieron envueltas en las guerras mundiales. Creada después de la Primera Guerra Mundial, la Sociedad de Naciones fue un primer paso hacia un gobierno mundial; después de la Segunda Guerra Mundial fue sustituida por la ONU. En 1992, varios países europeos, se asociaron para formar la Unión Europea. 
Con la mejora del transporte y las telecomunicaciones, la economía y los asuntos políticos de las naciones de todo el mundo se han vuelto cada vez más interdependientes. Esta globalización ha producido con frecuencia la discordia o periódicas crisis económicas multinacionales, aunque también un mayor intento de colaboración internacional.